# Фуміє

Фуміе. Наступаючий на зображення Христа або святих засвідчував перед чиновником, що він не є християнином (Токійський національний музей).

Фуміє́ (яп. 踏絵, ふみえ, «картина для топтання») — ікони Ісуса Христа або святих Церкви, виконані на дерев'яній або металевій табличці, яка використовувалася службовцями сьоґунату Токуґава для виявлення серед населення підпільних християн. Підозрювані у сповідуванні християнства мали у примусовому порядку топтати ікону, щоб зняти з себе звинувачення.

## Коротка історія
У 1614 році сьоґун Токуґава Іеясу видав закон про заборону християнства в Японії, за яким послідували масові репресії проти віруючих. Оскільки Церква перейшла в підпілля, чиновники сьоґунату розпочали роботу по виявленню християн, які приховували свою віру. Для цього, у 1626 році, вперше було використано фуміє у місті Наґасакі. Ті особи, які відмовлялися топтати образи Христа і святих, страчувалися на місці за підозрою у християнстві.
Особливого розмаху застосування фуміє набуло після повстання християн у Сімабара (1637–1638).
У квітні 1856 року щорічна практика фуміє була офіційно скасована, у зв'язку із підписанням японським урядом угод із європейськими державами. Однак заборона на сповідування християнства японцями діяла до 1873 року.
Більшість фуміє не збереглися — вони були утилізовані, або пущені на переробку.